# 苏新宁
苏新宁（1955年1月27日—），情报学专家，南京大学信息管理系教授，担任《情报学报》、《情报科学》等多个刊物编委，著有《档案管理自动化基础》、《信息传播原理》等书。中华人民共和国教育部2011年度“长江学者”特聘教授，享受国务院政府特殊津贴。